# Elwe Nilsson
Elwe Viktor Nilsson, född 18 februari 1943 i Vallentuna, är en tidigare kommun- och landstingspolitiker för moderaterna i Stockholms län.
Nilsson var från slutet av 1970-talet kommunalråd i Vallentuna kommun fram till 1991 då han efter den borgerliga valsegern i Stockholms läns landsting tillträdde som trafiklandstingsråd och styrelseordförande i AB Storstockholms Lokaltrafik, SL. Under åren 1991 till 2002 var han moderaternas gruppledare i landstinget. Under perioden 1991–1994 var han även ordförande i landstingsstyrelsen. Efter valet 1998 blev han åter trafiklandstingsråd, styrelseordförande i SL och dessutom ordförande i Regionplane- och trafiknämnden.
Redan på 1980-talet valdes Nilsson till ordförande i Moderaternas länsförbund i Stockholms län och hade denna post fram till år 2004, då han efterträddes av Erik Langby. Jämte Carl Cederschiöld (verksam i Stockholms stad) var Nilsson moderaternas starke man i Stockholmsregionen från 1980-talets andra hälft och fram till sin avgång som ordförande i länsförbundet. 2003 var han som ordförande i moderaternas valberedning en av de ledande personerna bakom valet av Fredrik Reinfeldt till ny partiledare.
Nilsson dömdes år 2002 till dagsböter för brott mot aktiebolagslagen, då han 1999 medvetet undanhållit Vänsterpartiets styrelseledamot i SL:s styrelse information om den förestående försäljningen av 60 % av aktierna i driftbolaget SL Tunnelbanan AB till franska företaget Connex.